# Kiss Tamás (kenus)
Kiss Tamás (Ajka, 1987. május 9. –) olimpiai bronzérmes magyar kenus.
A pekingi 2008. évi nyári olimpiai játékokon C-2 1000 m versenyszámban bronzérmet szerzett Kozmann György párjaként.
Kiss Tamás a kétszeres olimpiai bajnok Kolonics György 2008. július 15-i váratlan halála után csatlakozott Kozmann Györgyhöz. Ludasi Róbert edzői irányításával csupán három hét közös felkészülés után harmadik helyet értek el, ami messze meghaladta az előzetes várakozásokat.
A 2013-as Európa-bajnokságon C-4 1000 méteren (Varga, Viola, Sarudi) hetedik volt, ugyanebben a versenyszámban a 2014-es Európa-bajnokságon ezüstérmet szerzett (Vass, Sarudi, Varga). Az universiaden egyes 1000 méteren aranyérmes lett.

## Díjai, elismerései
- Junior Prima díj (2008)
- Magyar Köztársasági Arany Érdemkereszt (2008)